# Зеркало (вождь)
Зеркало (англ. Looking Glass, на языке не-персе Allalimya Takanin; ок. 1832 — 5 октября 1877) — вождь индейского племени не-персе, был одним из лидеров своего народа в войне с армией США.

## Биография
Зеркало родился приблизительно в 1832 году. Он был сыном вождя не-персе, также известного как Зеркало. Его отец получил своё имя из-за того, что он носил на шее, подвешенное на кожаном шнурке небольшое зеркало. После того, как он умер, зеркало перешло к сыну вместе с именем.
Став вождём, он возглавил общину племени из 140 человек. Его люди занимали земли в районе реки Клируотер, на севере Айдахо. Община Зеркала находилась в мирных отношениях с белыми людьми.  Когда в 1863 году некоторые вожди племени подписали договор с правительством США, он не стал этого делать. Этот договор сокращал территорию резервации племени до 90%. Зеркало, как и другие вожди не-персе отказавшиеся признавать договор, по прежнему жили на родных землях.
В 1877 году американские власти, под давлением белых поселенцев и золотодобытчиков, решили переселить оставшихся вне резервации не-персе в резервацию Лапуай. Выполнение задачи было поручено генералу армии США Оливеру Ховарду. Лидеры свободных не-персе, сознавая превосходство армии белых людей, согласились на переселение. Во время перехода, группа молодых индейских воинов совершила нападение на белых фермеров, в ответ генерал Ховард выслал против не-персе две роты кавалеристов. Община Зеркала не участвовала в столкновениях с белыми, но вождь всё же решил увести своих людей подальше от территории резервации. 1 июля 1877 года американские войска под командованием капитана Стивена Уиппла подошли к селению Зеркала. После того, как один из добровольцев из отряда Уиппла открыл огонь по индейцам, солдаты атаковали селение. Они разграбили его, сожгли типи и всё имущество не-персе. После этого нападения община Зеркала присоединилась к группе Вождя Джозефа.
Зеркало оказал большое влияние на ход всей войны не-персе. Он был известным воином и военным вождём, поэтому соплеменники прислушивались к его советам. Когда индейцы достигли Монтаны, Зеркало убедил их, что американская армия осталась позади и им необходим отдых. Однако Оливер Ховард отослал телеграмму полковнику Джону Гиббону, с просьбой перехватить не-персе. 9 августа 1877 года отряд Гиббона атаковал селение индейцев. В последовавшем сражении не-персе смогли отбить атаку, но понесли большие потери. Авторитет Зеркала был подорван, хотя  его влияние оставалось ещё весьма значительным.
Вторую ошибку он допустил, когда племя достигло гор Бэр-По. Переход измотал женщин, детей и стариков, и Зеркало предложил остановиться на привал, хотя до границы с Канадой оставалось около 40 миль. Он вновь недооценил своих преследователей, — 30 сентября 1877 года армия США под руководством Нельсона Майлза атаковала лагерь не-персе. После пятидневной осады и ряда боёв Вождь Джозеф предложил своим лидерам сдаться. Зеркало и Белая Птица выступили против этого. Они решили прорваться в Канаду к Сидящему Быку. 5 октября 1877 года, при попытке проследовать на север, Зеркало был убит шайеннскими скаутами, служившими в армии США.